# بازی بی‌رحمانه
بازی بی‌رحمانه (فرانسوی: Un jeu brutal‎) یک فیلم فرانسوی به کارگردانی ژان-کلود بریسو است که در سال ۱۹۸۳ میلادی منتشر شد.

## بازیگران
- برونو کرمر
- هَمبِرت بالسان
- ژان دوشت
- ماریا-لوئیسا گارسیا